# Римски фестивали
Римските фестивали са религиозни празници, състезания и политически прояви в Древен Рим. Най-важните празнични и религиозни дни са Сатурналии, Вакханалии, Луперкалии и Bona Dea ритуалите.

## Януари (Ianuarius)
- 1 януари – започване на службата на избраните през декември консули (от 153 пр.н.е.)
- 3 януари – Мирен празник
- 9 януари – Agonium, в чест на Янус
- 11 януари – Carmentalia, в чест на Кармента
- 15 януари – Carmentalia
- 24 януари – Sementivae, в чест на Церера и Тера Mater

## Февруари (Februarius)
- 13 февруари до 21 февруари – Parentalia, в чест на умрелите прародители
- 15 февруари – Lupercalia, в чест на Луперк = Фавн
- 17 февруари – Quirinalia, в чест на Квирин (Stultorum feriae)
- 21 февруари – Feralia, в чест на Di Manes (край на Parentalia, „Tacita“)
- 22 февруари – Caristia, роднините си прощават
- 23 февруари – Terminalia, в чест на Terminus
- 24 февруари – Regifugium
- 27 февруари – Equirria (Ecurria) в чест на Марс

## Март (Martius)
- Март (Martius) – започване на службата на консулите на Идите през март (3 век пр.н.е.)
- 1 март –
  - Римската нова година
  - Matronalia (Mamuralia), в чест на Юнона
  - Feriae Martis, в чест на Марс
  - Подновяване на светия пламък на Рим (виж Веста)
- 5 март – Navigium Isidis, в чест на Изис и начало на морското корабоплаване
- 15 март – Feriae Annae Perennae
- 16 март – 17 март – процесия Argei
- 17 март – Agonalia, в чест на Марс
- 17 март – Liberalia, в чест на Либер
- 19 март до 23 март – Quinquatrus, Quinquatria (maiores), в чест на Марс
- 22 март до 24 март – QRCF Quando Rex Comitiavit Fas (от ок. 450 пр.н.е.)
- 30 март – Salus

## Април (Aprilis)
- 1 април: Veneralia, в чест на Венера
- 4 – 11 април: Ludi Megalenses, в чест на Magna Mater
- 12 – 19 април: Ludi Cereris, игри в чест на Церера (от 202 пр.н.е.), преди като Цереалия (Cerialia)
- 15 април: Fordicidien, в чест на Тера
- 21 април: Parilia, в чест на Палес
- 23 април: Vinalia Priora, в чест на Юпитер
- 25 април: Robigalia, в чест на Робигус, със състезания
- 28 април – 4 май: Floralia

## Май (Maius)
- 1 май – Bona Dea/Мая
- 3 май – Ludi Florales (Floralia), игри в чест на Флора
- 9 май, 11 май, 13 май – Lemuria, в чест на Larvae (Lemures)
- 14 май – процесия Argei
- 15 май – Mercuralia, в чест на Меркурий и Мая
- 21 май – Agonalia, в чест на Vediovis
- 22 май до 24 май – Quando Rex Comitiavit Fas (от ок. 450 пр.н.е.)

## Юни (Iunius)
- 1 юни – Carnaria, в чест на Карна
- 3 юни – в чест на Белона
- 7 юни – Ludi Piscatores
- 9 юни – Vestalia/ Vacuna, в чест на Веста
- 11 юни – Matr(on)alia, в чест на Mater Matuta
- 13 юни – Quinquatrus, Quinquatrus Minusculae
- 15 юни – Q.ST.D.F. Quando Stercum Delatum Fas, в чест на Веста
- 20 юни – в чест на Summanus
- 23 юни – годишнина от загубата в Битката при Тразименското езеро, (римската загуба от Ханибал)
- 25 юни – Fors fortuna
- 29 юни – Quirinus, в чест на Август (от 16 пр.н.е.)

## Юли (Iulius)
- 4 юли – ден на подаръците на Ara Pacis на Август
- 5 юли – Poplifugia, в чест на Юпитер (?)
- 6 юли до 13 юли – Ludi Apollinares, игри в чест на Аполон от 208 пр.н.е.)
- 7 юли – Nonae Capratinae
- 18 юли – загубата при Алия (390 пр.н.е.), разрушаването на Рим от галите
- 19 юли, 21 юли – Lucarien
- 23 юли – Neptunalia в чест на Нептун
- 25 юли – Furrinalia в чест на Фурина

## Август (Augustus)
- 1 август – превземането на Александрия, в чест на Цезар
- 2 август – победата над Фарнак II, в чест на Цезар
- 9 август – победата при Фарсала, в чест на Цезар
- 10 август – в чест на Опс
- 13 август – Vertumnalia в чест на Вертумнус
- 17 август – Portunalia в чест на Портунус
- 19 август – Vinalia Rustica в чест на Юпитер
- 21 август – Ludi Consualia, игри и състезания в чест на Консус
- 23 август – Vulcanalia, в чест на Вулкан
- 25 август – Opiconsivia, в чест на Опс
- 27 август – Volturnalia, в чест на Волтумна

## Септември (September)
- 2 септември – Победата при Акциум, в чест на Август. Празникът е премахнат отново от Калигула.
- 4 септември до 19 септември – Ludi Romani, игри на римския народ (от 366 пр.н.е.)
- 15 септември – ден на откриването на заговора
- 21 септември – Consualia I, в чест на Консус

## Октомври (October)
- 6 октомври – годишнина от Битката при Аравзио (105 пр.н.е.)
- 11 октомври – Meditrinalia, празник на виното
- 13 октомври – Fontinalia, празник на Фонт
- 15 октомври – Equirria, конни състезания на еквите на Марсово поле
- 19 октомври – Armilustrium в чест на Марс

## Ноември (November)
- 3 ноември – Inventio Osiridis („Намиране на Осирис“), в рамките на римско-еленисткия Изис-култ
- 4 ноември до 17 ноември – Ludi Plebei, игри за народа на Рим чрез едилите (от 216 пр.н.е.)
- 13 ноември – Epulum Jovis
- 15 ноември – празник в чест на Ферония
- 24 ноември – начало на Brumalia, от Ромул за 30 дневен пазник в чест на Дионис (Bacchus)

## Декември (December)
- 4 декември – Bona Dea – ритуали, само за жени
- 5 декември – Faunalia, в чест на Фаунус
- 11 декември – Agonium Indigeti, в чест на Сол Инвиктус
- 11 декември – Septimontium, празник на жителите на седемте хълма на Рим (septem montes)
- 15 декември – Consualia II, в чест на Консус
- 17 декември – Saturnalia в чест на Сатурн (официален празник от 45 пр.н.е.)
- 19 декември – Opalia в чест на Ops
- 21 декември – Divalia или Angeronalia в чест на Diva Angerona
- 23 декември – Larentalia, в чест на Acca Larentia
- 25 декември – Dies Natalis Invicti в чест на Сол Инвиктус/бог Сол
- 30 декември – 1 януари – Compitalia в чест на Ларен